# (72616) 2001 FO21
2001 أف أو 21 (ويعرف أيضًا باسم (72616) 2001 أف أو 21 وفق تسمية الكوكب الصغير) (بالإنجليزية: 2001 FO21)‏ هو كويكب ضمن حزام الكويكبات؛ وترتيبه 72616 من حيث الاكتشاف.
اكتُشف هذا الجُرم الفلكي بواسطة مرصد لويل للبحث عن الأجرام القريبة من الأرض في 21 مارس 2001.

## وصلات خارجية
- (72616) 2001 FO21 في قاعدة بيانات مختبر الدفع النفاث لأجرام النظام الشمسي الصغيرة

- الاكتشاف · مخطط المدار ·  العناصر المدارية · المعلمات المادية

- (72616) 2001 FO21 على موقع ويكي سكاي: DSS2, SDSS, GALEX, IRAS, Hydrogen α, X-Ray, Astrophoto, Sky Map, Articles and images